# ヘルムート・ファス
ヘルムート・ファス（Helmut Fath 、1929年5月24日 - 1993年7月29日）はスイス、ウルゼンバッハ（Ursenbach ）出身のサイドカーレーシングライダー、技術者である。

## 経歴
1929年5月24日に生まれた。14歳の時にマンハイム近郊にあった高高度航空機の実験研究所で働き始めた。16歳の時に250ccシングルエンジンを備えたBMWのオートバイを購入したのを機にオートバイに興味を深くし、BMWのバイクディーラーに転職するとともにロードレースに参加するため貯金を始めた。
1953年にはレースに3回参加し、その全てに勝利した。
1954年、BMWのレン・シュポルトエンジンを購入するためレースを休んで貯金、中古でソロ仕様のレン・シュポルトレーサーを購入し自身のシャーシに載せ換えた。
1955年、パッセンジャーのアルフレッド・ヴォルゲマス（Alfred Wohlgemuth）とともにグランプリ参戦。
1959年、BMWのワークスが使用していたソロ・レーサー用の燃料噴射システムを供給してもらえるようBMWに依頼したが拒否され、自身で燃料噴射システムを開発しBMWに取り付け、この年の世界選手権で5位となった。
1960年、シリーズ5戦のうち4戦に勝利して世界チャンピオンとなり、燃料噴射システムを使用したオートバイで世界選手権でチャンピオンになった最初の人物となった。
1961年、BMWとワークス契約を結び、この年初戦となったスペイングランプリで他の全車を周回遅れにして優勝したが、次戦となったニュルブルクリンクでクラッシュ、アルフレッド・アルゲマスは死亡、自身も両足と片手に重傷を負い、以降5年レースを休止した。このレース休止の間に「URS」エンジンを開発した。
1968年、パッセンジャーにウォルフガンク・カウフック（Wolfgang Kalauch ）を迎え、URSにてサイドカーの世界チャンピオンとなった。2ストロークエンジンによる最初のサイドカー世界チャンピオンである。この年からGP500にコンストラクターとして参加、燃料噴射システムを採用した初の4気筒GPレーサーを投入、4ピストンディスクブレーキシステムやチタン製コンロッドや2本リングピストンを採用するなど先進的であった。
1969年、ワークスBMWに僅差で続く2位を獲得した。同年8月には残っていた方の足をフィンランドで骨折、レースから引退、以後コンストラクターとして参加した。
1971年、ホルスト・オヴェスル（Horst Owesle）とピーター・ラザフォードがファス-URSで世界チャンピオンとなった。この年世界チャンピオンとなったフィル・リードのヤマハ250cc2ストロークエンジンをチューンしている。
1980年、この年世界チャンピオンとなったジョン・エクロードのヤマハ350cc2ストロークエンジンをチューンしている。
1993年7月29日にハイデルベルクにて癌で亡くなった。